# Samuel Starck
Samuel Starck (* 25. Februar 1649 in Pyritz in Pommern; † 8. Oktober 1697 in Rostock) war ein deutscher lutherischer Theologe und Professor an der Universität Rostock.

## Ausbildung und Studium
Samuel Starck wurde am 25. Februar 1649 als Sohn des Schuhmachers Silvester Starck in Pyritz (Pommern) geboren. Seit dem Jahre 1665 besuchte er das Gymnasium zu Anklam und nahm im Anschluss ein Studium an der Universität Greifswald auf, das er 1672 mit der Promotion zum Magister beendete.

## Akademische Laufbahn
Im Wintersemester 1672/73 schrieb Starck sich an der Universität Rostock ein und nahm im darauffolgenden Jahre eine Dozentenstelle an der selbigen an.
Im Jahre 1676 übernahm er das Amt des Pastors in Dargun und heiratete am 26. September Sophie Pristaff († im Juni 1697), die Witwe seines Amtsvorgängers Daniel Livonius (1606–1674). 
Ab 1691 bekleidete er das Pastorenamt in Neukalen und wurde zudem Praepositus der Diözese Neukalen-Dargun.
Im Sommersemester 1692 kehrte er an die Universität Rostock zurück, um sein Examen an der Theologischen Fakultät abzulegen und wurde zwei Jahre später, am 28. Juni 1694, von Herzog Friedrich Wilhelm I. zum ordentlichen Professoren der Theologie ernannt. Er nahm damit den Platz seines Vorgängers Michael Siricius ein.
Am 31. März 1696 wurde Samuel Starck zum Pastor an der Jakobikirche Rostock berufen und war zeitgleich Prediger am Kloster zum Heiligen Kreuz. Auf Grund der Übernahme eines städtischen Amtes musste er seine fürstliche Professur an der Universität niederlegen, allerdings unter der Bedingung, den nächsten frei werdenden rätlichen Lehrstuhl zu erhalten. Starck verstarb jedoch zuvor am 8. Oktober 1697 in Rostock. Sein Nachfolger war Heinrich Askanius Engelke (1675–1734).